# Бичурга
Бичурга — река в России, протекает по Шемуршинскому району Чувашской Республики. Левый приток реки Бездна.

## География
Река Бичурга берёт начало юго-восточнее деревни Старые Чукалы. Течёт на север, сливается со своим левым притоком, рекой Вугурлой. Устье реки находится в 83 км от устья реки Бездны по левому берегу. Длина реки составляет 11 км.

## Данные водного реестра
По данным государственного водного реестра России относится к Верхневолжскому бассейновому округу, водохозяйственный участок реки — Сура от Сурского гидроузла и до устья реки Алатырь, речной подбассейн реки — Сура. Речной бассейн реки — (Верхняя) Волга до Куйбышевского водохранилища (без бассейна Оки).
Код объекта в государственном водном реестре — 08010500312110000037675.